# 고마타 아키라
고마타 아키라(일본어: 古俣 聖, 1998년 1월 31일~)는 일본의 펜싱 선수로 주 종목은 에페이다. 2024년 하계 올림픽 남자 에페 단체전에서 은메달을 획득했다.